# Дейнеко, Юрий Михайлович
Юрий Михайлович Дейнеко (6 марта 1963, Коммунарск, Луганская область — 18 сентября 2003, Саратовская область) — заместитель командира 121-го гвардейского Севастопольского Краснознаменного тяжелого бомбардировочного авиационного полка 22-й гвардейской тяжёлой бомбардировочной авиационной дивизии 37-й воздушной армии Верховного Главнокомандования, подполковник; военный лётчик 1 класса; Герой России (2003).

## Биография
В 1980 году поступил в Тамбовское высшее военное авиационное училище лётчиков имени М. М. Расковой, которое окончил в 1984 году. Служил в частях Дальней авиации. В 1996 году окончил Военно-воздушную академию им. Ю. А. Гагарина.
Был первым (после многолетнего перерыва) российским лётчиком, совершившим  2003 года полёт на дальнее патрулирование над Индийским океаном на стратегическом ракетоносце Ту-160. Имел общий налёт в 1296 часов.
18 сентября 2003 г. в качестве командира корабля выполнял облёт Ту-160 «Михаил Громов» после замены одной из силовых установок. Во время полёта вследствие разрушения ряда конструкций самолёта возник пожар и в течение 12 секунд — взрыв самолёта. За этот промежуток времени Ю. Дейнеко успел отвернуть падающий самолёт от крупнейшего в Европе газохранилища в районе посёлка Степное (Саратовская область) и приказал экипажу покинуть самолёт; сам катапультировался последним. При последовавшем в тот же момент взрыве все четверо катапультировавшихся члена экипажа погибли в воздухе.
Похоронен в городе Энгельс Саратовской области.
За мужество и героизм, проявленные при выполнении воинского долга, Указом Президента Российской Федерации № 1374 от 22 ноября 2003 года подполковнику Дейнеко Юрию Михайловичу присвоено звание Героя Российской Федерации (посмертно).

## Награды
- Медаль «Золотая Звезда» Героя России (22 ноября 2003).
- Орден «За личное мужество».
- Медали.
- Военный летчик 1 класса.

## Память
В 2004 г. на месте гибели экипажа установлен памятник.
Имя Юрия Дейнеко носит  сверхзвуковой ракетоносец-бомбардировщик с изменяемой геометрией крыла Ту-22М3
Государственное общеобразовательное учреждение «Алчевская средняя школа № 24 имени Героя Российской Федерации Юрия Михайловича Дейнеко»
Муниципальное общеобразовательное учреждение «Средняя общеобразовательная школа «Патриот» с кадетскими классами имени Героя Российской Федерации Дейнеко Юрия Михайловича» Энгельсского муниципального района Саратовской области